# Biografie

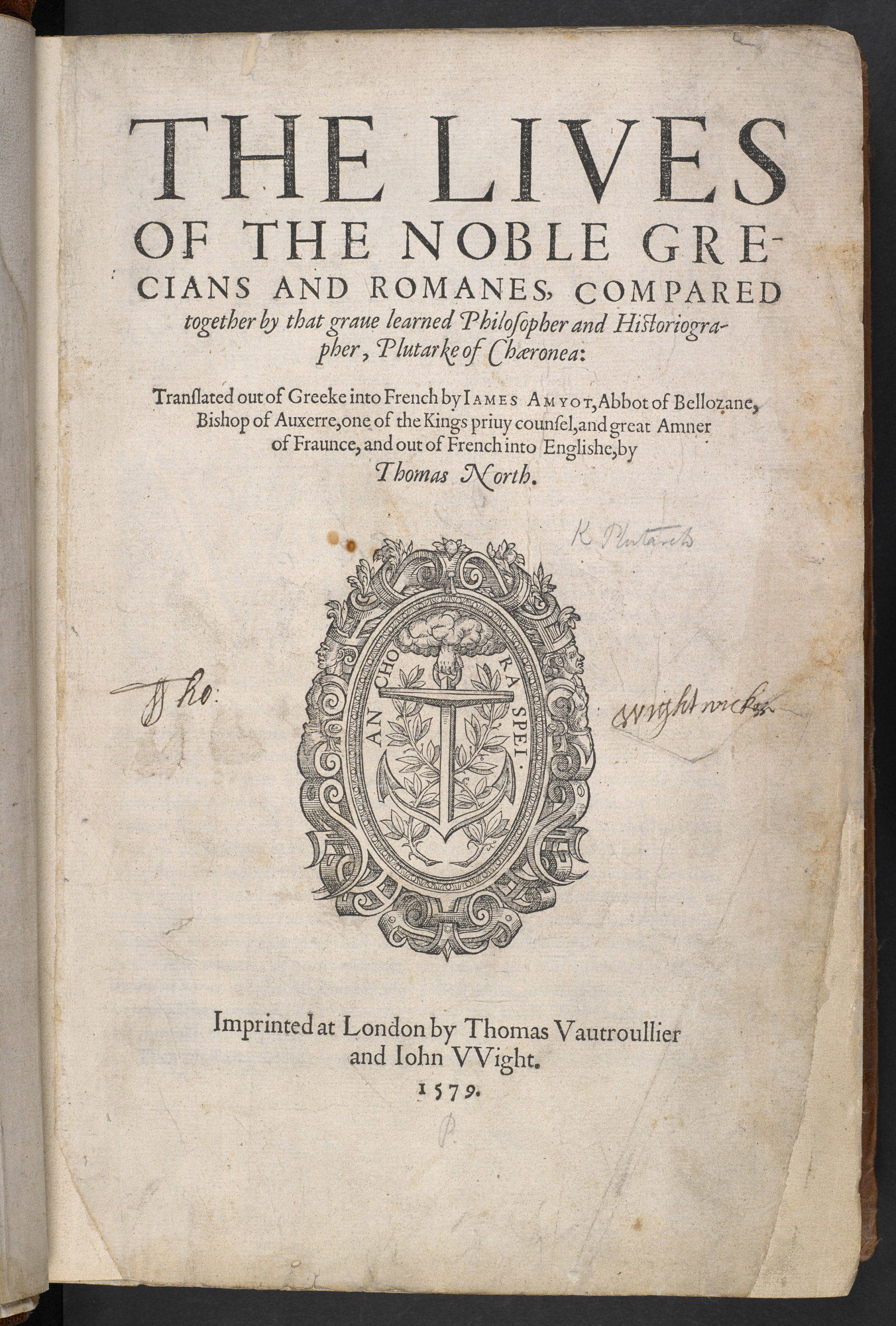
Životopisy slavných Řeků a Římanů řeckého spisovatele a historika Plútarcha v anglickém vydání z roku 1579

Biografie (z řeckého bios – život a grafein – psát) je rekonstrukce života významné osobnosti (umělec, politik, sportovec apod.), a to na základě archivních materiálů, deníků, osobních znalostí či vzpomínek. Na rozdíl od profesního životopisu v sobě spojuje vnější průběh života s vnitřním vývojem. Pojednává o činech, úspěších či díle vybrané osobnosti, avšak také, v mezích možností, o jejích motivech a povahových rysech. Biografie může částečně využívat fikci (např. biografický román), ovšem většinou se zakládá na reálných událostech. Autorizovaná biografie je psána s dovolením nebo za spolupráce osobnosti, autobiografie je přímo dílem člověka, jehož života se daná biografie týká. Většinou se nedá přesně odlišit od žánru pamětí (memoárů). Někdy je za podžánr autobiografie považován i publikovaný deník.

## Vývoj žánru
Za prvního autora biografií bývá označován starořecký historik Plútarchos, který kolem roku 80 vydal knihu Životopisy slavných Řeků a Římanů. Kniha měla zvláštní strukturu, Plútarchos se totiž vždy věnoval dvojici historických osobností a sledoval jejich osudy paralelně. Popsal takto 22 dvojic. Velmi populární dílo vytvořil Cornelius Nepos, pod názvem De viris illustribus (O slavných mužích). Zachovaná část díla vyšla česky v roce 1977. Zábavnou formou v něm Nepos popisuje životy slavných Řeků a Římanů. Zachovalo se pouze 23 krátkých životopisů perských a kartaginských vojevůdců a rozsáhlejší životopisy Catona staršího a Attica. Dílo bylo řazeno podle jednotlivých oborů do knih: králové, vojevůdci, státníci, řečníci, básníci, filosofové, dějepisci, gramatici atd. Neposova práce však nebyla považována za příliš spolehlivou, často pracovala s pověstmi. Za první opravdu seriózní biografii bývá považována až kniha římského polyhistora Suetonia Životopisy dvanácti císařů. V jednotlivých životopisech Suetonius vždy podává nejdříve informace o rodině, o výchově a mládí, a potom píše o veřejné činnosti, soukromém životě a nakonec o okolnostech smrti. Suetonius při psaní svého díla využíval císařských archivů, k nimž měl přístup, jinak v podstatě využíval stejné prameny jako Tacitus a popisoval prakticky i stejnou dobu. Suetonius se nezaměřoval na problematiku politicko-mravní jako Tacitus, ale v jeho díle je zachyceno mnoho skandálních historek ze života soukromého, které podávají plastický obraz o životě tehdejší vyšší společnosti, zejména o císařích a jejich nejbližším okolí. Pro Suetonia je přitom typické, že ve svém díle píše o věcech příznivých i nepříznivých, aniž by vyslovil svůj názor.
Evropský středověk se soustředil na spisy hagiografické, které nejsou obvykle považovány za biografie v pravém slova smyslu, jejich význam bývá spíše náboženský. Prvním významným středověkým životopisem ve smyslu historickém byl patrně Vita Karoli Magni, životopis Karla Velikého z pera jeho dvořana Einharda. K prvním významným autobiografiím patří Vyznání svatého Augustina. Velkým přelomem bylo vydání knihy Giorgio Vasariho Le Vite de' più eccellenti pittori, scultori, e architettori da Cimabue insino a' tempi nostri (1550), které je věnované životům umělců. Po dlouhé době se v něm předmětem biografie stali lidé neurození a nespjatí s církví. Kniha položila základy kunsthistorie.
Deníkový žánr se stal svébytným v 17. století, ceněny jsou například Deníky Samuela Pepyse (The Diaries of Samuel Pepys) z té doby. Jsou jedním z prvních děl, u nichž se ukázalo, že osobní deník může být výborným zdrojem historických informací, vedle zdrojů tradičních (často citované je například Pepysovo svědectví o velkém požáru Londýna). Za první moderní biografii bývá označována kniha Life of Samuel Johnson od skotského autora Jamese Boswella. Vyšla roku 1791.
V 18. století se ještě více rozšířilo spektrum osobností, o nichž lze psát biografii – objevily se i první biografie zločinců, konkrétně pirátů (např. A General History of the Pyrates Charlese Johnsona). V 19. století se staly populární autobiografie, napsali je kupříkladu Charles Dickens, John Stuart Mill, Johann Wolfgang Goethe a mnozí jiní.
Ve 20. století žánr biografie ovlivnil nástup psychologie a sociologie. Větší pozornost začala být věnována dětství popisovaných osobností, případně sociálnímu prostředí, z něhož vzešly. V žánru životopisného románu se proslavil například André Maurois, který literárně zpracoval život četných osobností (Honoré de Balzac, Robert Browning a Elizabeth Barrettová-Browningová, George Gordon Byron, François René de Chateaubriand, Frédéric Chopin, Benjamin Disraeli, Alexander Fleming, Victor Hugo, Cecil Rhodes, George Sandová, Percy Bysshe Shelley, Ivan Sergejevič Turgeněv, Voltaire a další). K nejslavnějším deníkům 20. století patří Deník Anne Frankové, unikátní svědectví dítěte o temné stránce století. Na vysokou uměleckou úroveň vystoupal žánr autobiografie a vzpomínek, někdy se vzpomínková kniha stala jedním z největších děl vzpomínající osoby - to se týká například Hemingwayova Pohyblivého svátku, knihy I Know Why the Caged Bird Sings afroamerické spisovatelky Mayi Angelou, Vzpomínek na Afriku Karen Blixenové, Divokých labutí Jung Changové, nebo autobiografie Gertrudy Steinové, která dala nahlédnout za kulisy pařížské umělecké avantgardy. Netýká se to ovšem jen vzpomínek umělců, bestsellerem se staly i originální paměti Richarda Feynmana To nemyslíte vážně, pane Feynmane! Žánr si prorazil cestu i do komiksu, ceněny jsou autobiografické komiksy Maus Arta Spiegelmana či Persepolis Marjane Satrapiové. Klasická historická biografie také ovšem nezanikla, k ceněným patří třeba Churchillův životopis historika Martina Gilberta z roku 1969.
Krom knižních biografií se objevil rovněž velmi populární žánr biografického filmu (např. Formanův Amadeus o Mozartovi, Attenboroughův Gándhí, Čistá duše o Johnu Forbesu Nashovi aj.).

## Biografie v Česku
V české historiografii je žánr biografie tradiční. Na jeho půdu vstoupil již Bohuslav Balbín (Vita venerabilis Arnesti) či první moderní historik František Palacký (Život Jana Amose Komenského, Joseph Dobrowský's Leben und gelehrtes Wirken). Některé osobnosti české historiky přímo fascinovaly – kupříkladu o Janu Žižkovi napsali odbornou biografii Václav Vladivoj Tomek, Kamil Krofta, Václav Novotný, Rudolf Urbánek i František Michálek Bartoš. Některé historické biografie měly velký dopad na kolektivní vědomí, například práce Josefa Kalouska o Karlu IV. z roku 1878 upevnila přízvisko „otec vlasti“. Historická biografie často stála na pomezí literatury osvětové, ba na pomezí politické esejistiky, jak je patrno například z práce Zdeňka Nejedlého Hus a naše doba z roku 1919. I sami historici se časem stávali předmětem biografií – viz práce Jaroslava Golla František Palacký či Zdeňka Kalisty Josef Pekař. Kalista patřil k nemnoha historikům, kteří se na biografie a monografie přímo specializovali (Bohuslav Balbín, Anežka Přemyslovna, Zikmund Myslík z Hršova, Blahoslavená Zdislava, Karel IV. Jeho duchovní tvář, Bedřich Bridel, Valdštejn: historie odcizení a snu). Ani v polistopadové éře se žánr mezi odborníky nevytratil, některé knihy vzbudily i širší čtenářský zájem jako například práce Dušana Tomáška a Roberta Kvačka Generál šel na smrt, která popisuje život vojáka a politika Aloise Eliáše.
Nejen historici však mohou psát odborné biografie, žánr je obvyklý také v jiných humanitních vědách, v literární vědě (kupř. Čtení o Jakubu Demlovi, nebo Průvodce životem a dílem Josefa Váchala Jiřího Oliče) nebo v muzikologii, kde lze zmínit práce Otakara Hostinského (Hektor Berlioz, Antonín Dvořák ve vývoji naší dramatické hudby, Bedřich Smetana a jeho boj o moderní českou hudbu) či Zdeňka Nejedlého (Gustav Mahler, Bedřich Smetana).
Biografie publicistická má široké rozpětí - její nejtriviálnější podoby se dotýkají až bulváru, zvláště u neautorizovaných biografií o populárních hercích, jež mohou být jen kompiláty z časopiseckých článků, avšak špičková publicistická biografie si dokáže nezřídka vydobýt úctu i historiků. K respektovaným novinářům a publicistům, kteří portrétovali nějakou osobnost, patřil kupříkladu Miroslav Ivanov, klasik literatury faktu v českých zemích. Po listopadu 1989 si podobné postavení vydobyl publicista Pavel Kosatík, který napsal knihy o Janu Masarykovi, Ferdinandu Peroutkovi, Pavlu Kohoutovi, Pavlu Tigridovi či Věře Čáslavské. Zvláštní žánr životopisné reportáže pěstoval Ota Pavel (Pohádka o Raškovi). V nedávné době se oceňovanou stala biografie Adama Chrousta o cestovateli Miloslavu Stinglovi (Stingl Miloslav. Biografie cestovatelské legendy).
Specifickým podžánrem je biografie přátelská, tvořená vzpomínkami blízkých na nějakou osobnost (např. kniha Adolfa Branalda Můj přítel Kamil o malíři Kamilu Lhotákovi).
V české literatuře má poměrně velkou tradici životopisný román. Původně byl výsadou zvláště umělecky angažovaných historiků, jako byl Zikmund Winter, jehož ceněný román Mistr Kampanus pojednává o Janu Campanovi Vodňanském a poměrech na Karlově univerzitě kolem roku 1620, nebo Alois Jirásek (Husitský král o Jiřím z Poděbrad a mnohé jiné). Časem se žánr od historiografie více odlučoval, jak dokazuje například román Karla Schulze Kámen a bolest, který vypráví život malíře a sochaře Michelangela. Specialistou na životopisné romány se stal František Kožík. Nejslavnější z nich, Největší z pierotů, vypráví o mimovi českého původu Jeanu Gaspardovi Debureauovi. Věnoval se ale i jiným osobnostem, například Jaroslavu Vrchlickému (Za trochu lásky...). Velkou popularitu si získal též román Jarmily Loukotkové Navzdory básník zpívá, který probudil zájem o dílo středověkého básníka Françoise Villona. Vladimír Macura věnoval celý cyklus životopisných románů osobnostem českého národního obrození (Informátor, Komandant, Guvernantka, Medikus). Významným rysem polistopadové české literatury je mj. právě renesance biografického románu. Zájem vzbudily práce Zatím dobrý Jana Nováka o bratrech Mašínech, Smrt, nebudeš se báti Radky Denemarkové o režiséru Petru Léblovi, Básník Martina Reinera o Ivanu Blatném či Dějiny Světla Jana Němce o fotografovi Františku Drtikolovi.
Žánr autobiografie a memoárů založil v českých zemích již král Karel IV., když napsal vlastní životopis pod názvem Vita Caroli. V éře renesanční si popularitu, i díky humoru a nadsázce, získali Paměti Mikuláše Dačického z Heslova. V barokní éře se objevil zvláštní fenomén tzv. písmáckých pamětí. Nejznámější z nich jsou zápisky Františka Jana Vaváka. Jejich význam spočíval mj. v tom, že byly, jako jedny z mála literárních textů své doby, psány česky. Bývají zdrojem důležitých informací i pro moderní historiky, neboť jiné prameny se málo věnují každodennímu životu a venkovu. Ve 20. století velký ohlas vzbudily paměti Václava Černého či Jaroslava Seiferta, jež vyšly pod "devětsiláckým" názvem Všecky krásy světa. Specifickou, útržkovitou formu pro svou vlastní biografii zvolil prezident Václav Havel (Prosím stručně). I v české literatuře se objevil fenomén autobiografie komiksové, v podobě knihy Petra Síse Zeď.
Deník si jako žánr oblíbili spisovatelé, ovšem v jejich případě je obtížné odlišit, kdy má deník funkci skutečně faktografickou, a kdy deníková forma kryje fabulaci či záměry ryze umělecké (Jakub Deml: Šlépěje, Ivan Diviš: Teorie spolehlivosti, Michal Viewegh: Báječný rok aj.) Specifickou roli v české literatuře sehrály deníky Karla Hynka Máchy, které budily vzrušení tím, že byly zčásti šifrované a šifru se dlouho nedařilo rozluštit. První ji částečně prolomil Jakub Arbes roku 1884, zcela pak Karel Janský ve 20. letech 20. století. Arbes i Janský usilovali o to, aby šifrované části nebyly zveřejněny, neboť dosti bez obalu a nečekaně hrubě popisují Máchův sexuální život. Oba badatelé se domnívali, že by mohla být poškozena památka romantického básníka. Za publikaci pak ve 30. letech začali bojovat čeští surrealisté.